# Culinária da Venezuela

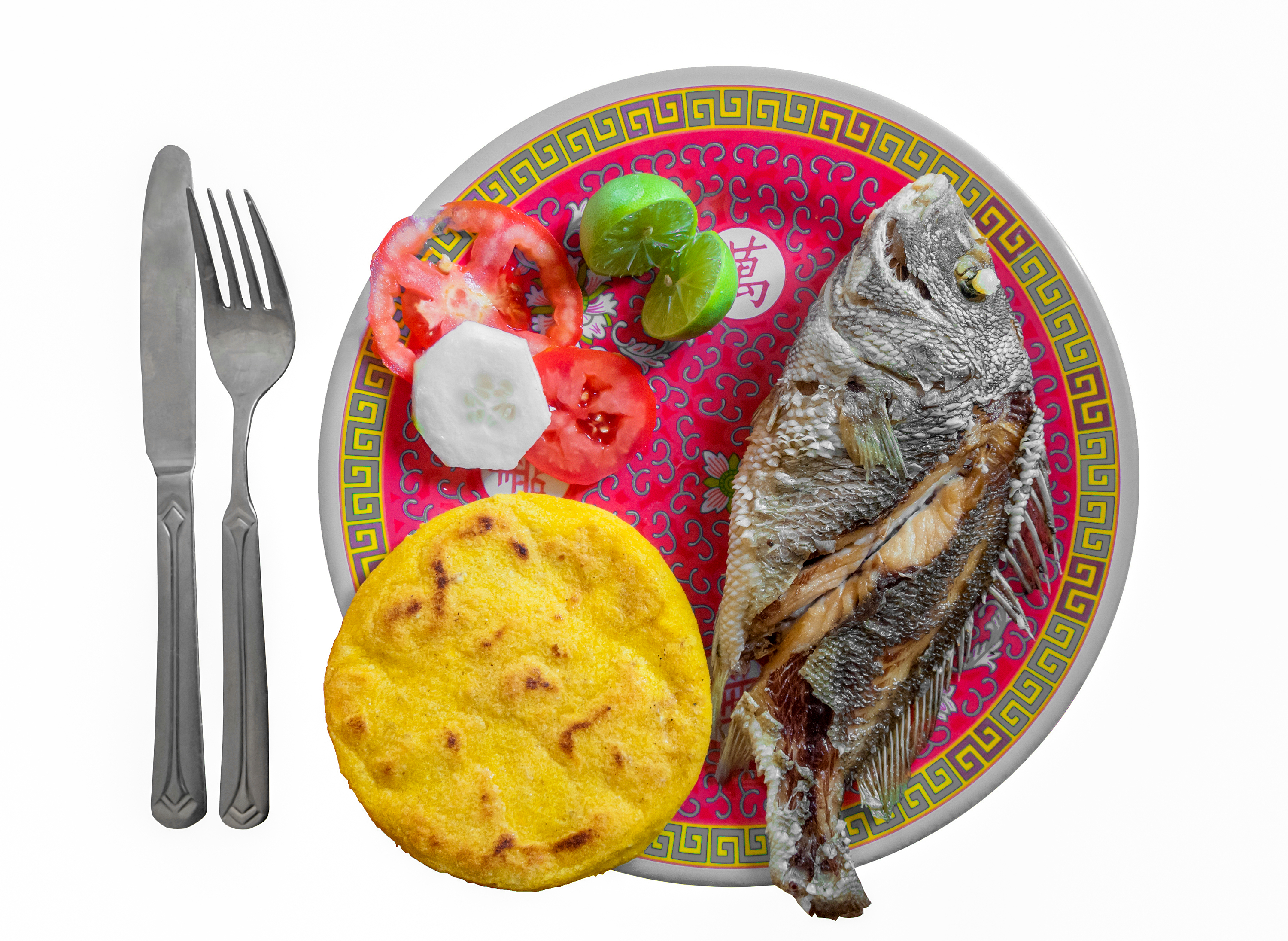
Corocoro frito com arepa.

A Culinária da Venezuela tem tradição em alimentos como o feijao preto , as bananas cozidas e o arroz, os quais comem-se normalmente acompanhados de carne bovina, suína, frango ou frutos do mar. O pão tradicional é composto de um bolo em formato de círculo, feito à base de fubá, o qual chama-se arepa. Mas os venezuelanos também são comedores de alimentos congelados que compram nos supermercados.
O prato nacional da Venezuela é a hallaca, o qual serve-se em especial nas celebrações natalinas. As hallacas são uma massa feita de fubá com recheio de vários alimentos, que, segundo o modo de preparo, é embalada por folhas de bananeira durante o cozimento.